# Lasiodora moreni
Lasiodora moreni är en spindelart som först beskrevs av Holmberg 1876.  Lasiodora moreni ingår i släktet Lasiodora och familjen fågelspindlar. Inga underarter finns listade i Catalogue of Life.